# Rhododendron insigne
Rhododendron insigne är en ljungväxtart som beskrevs av William Botting Hemsley och E.H. Wilson. Rhododendron insigne ingår i släktet rododendron, och familjen ljungväxter. Utöver nominatformen finns också underarten R. i. hejiangense.

## Bildgalleri

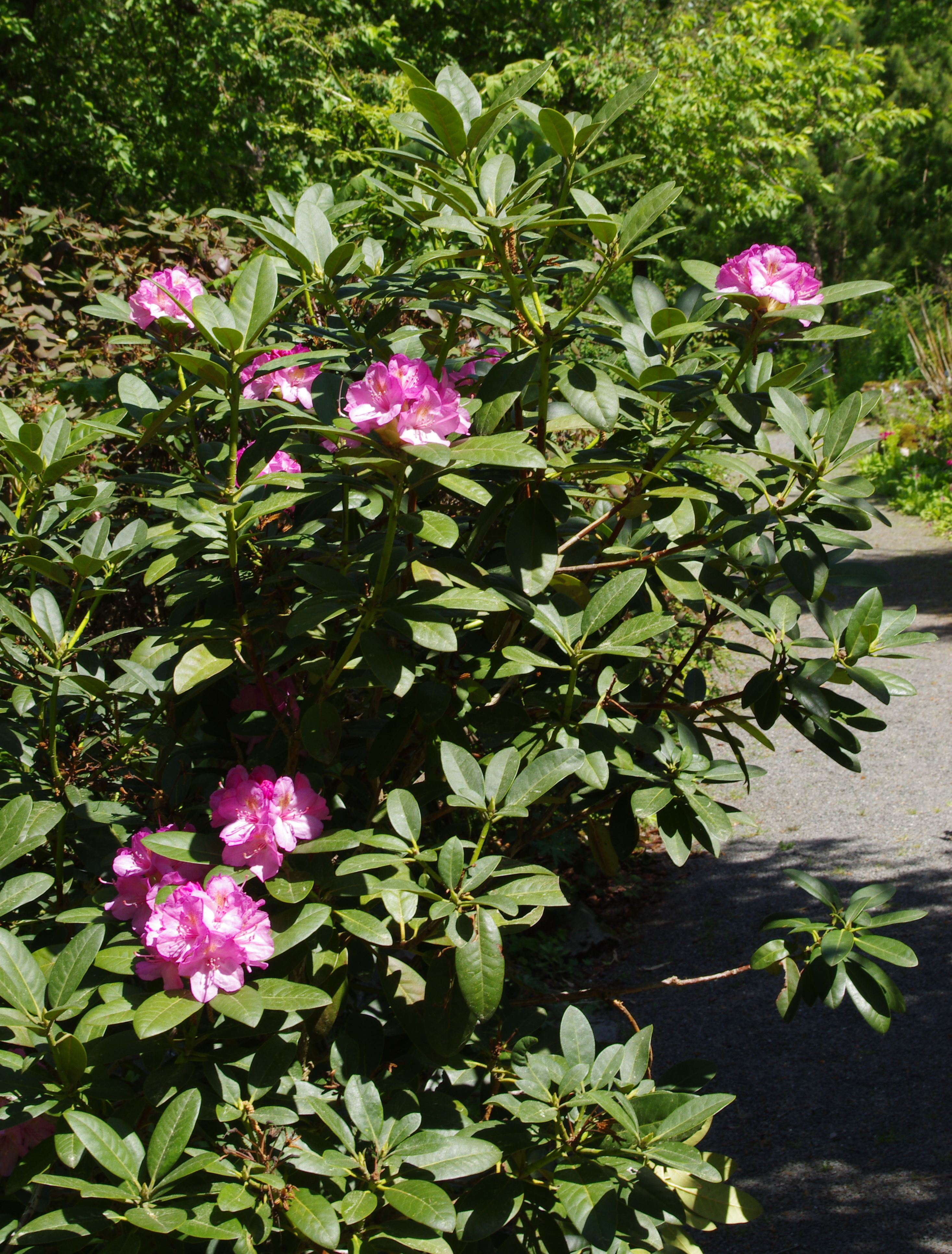
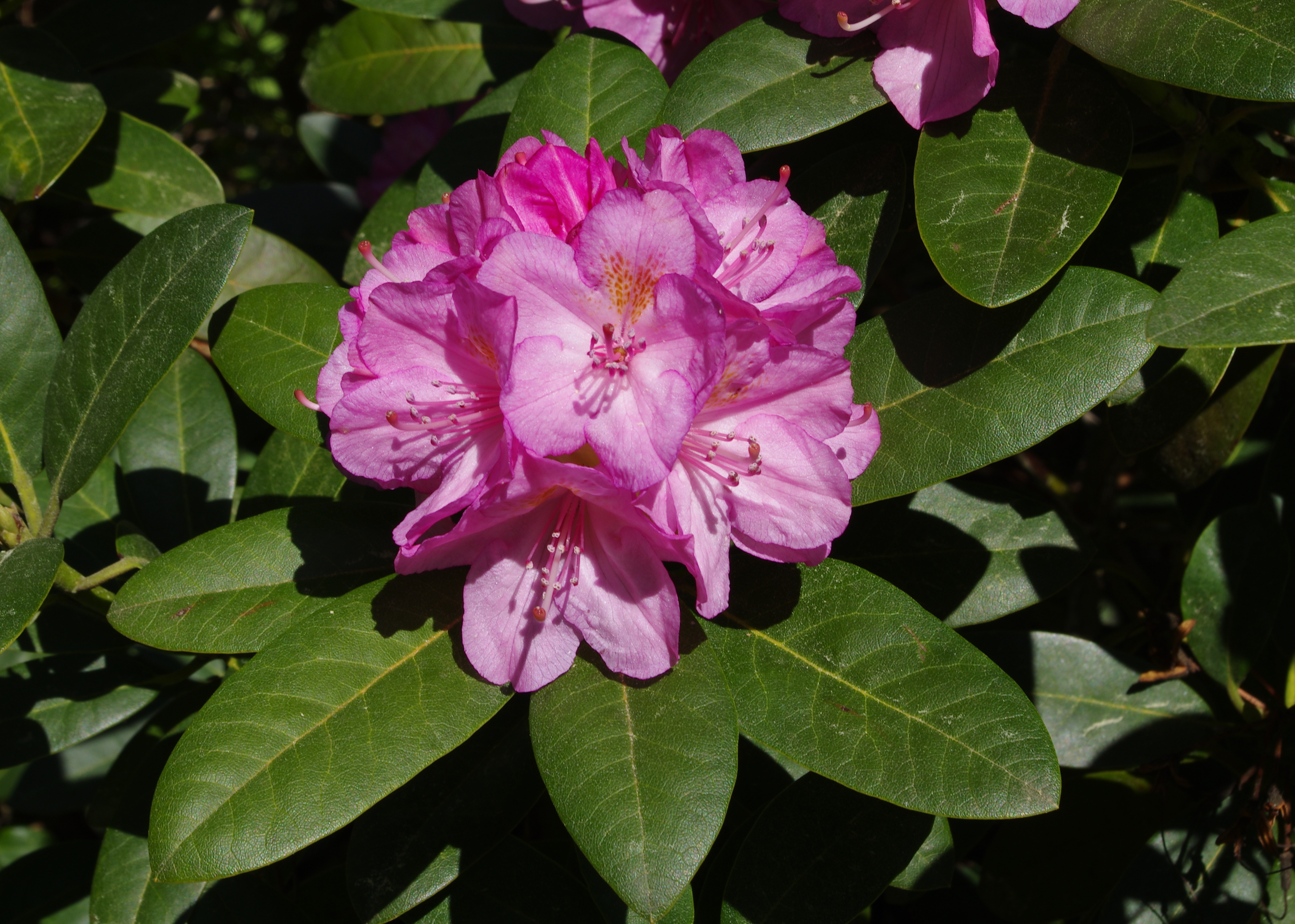
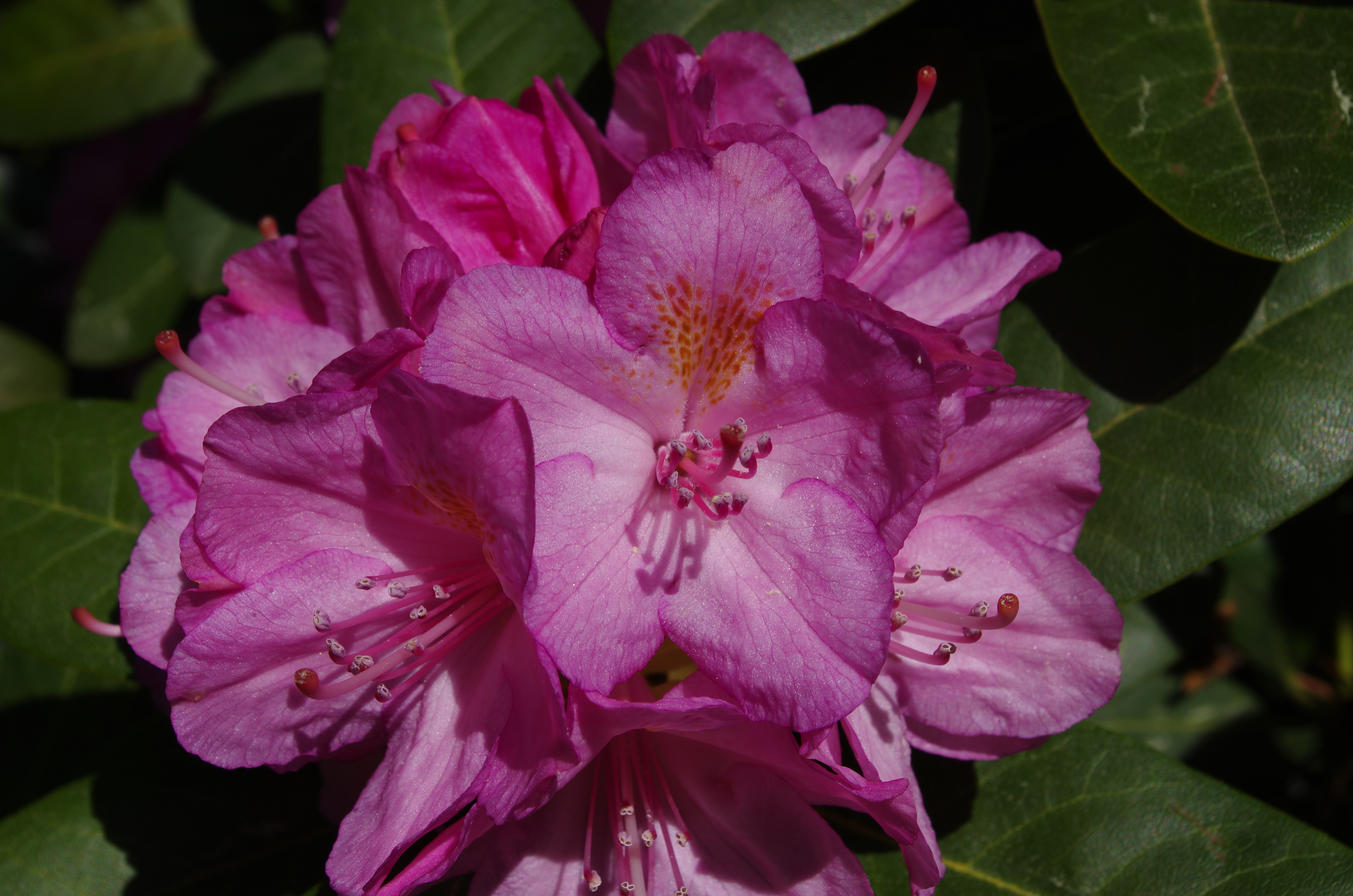
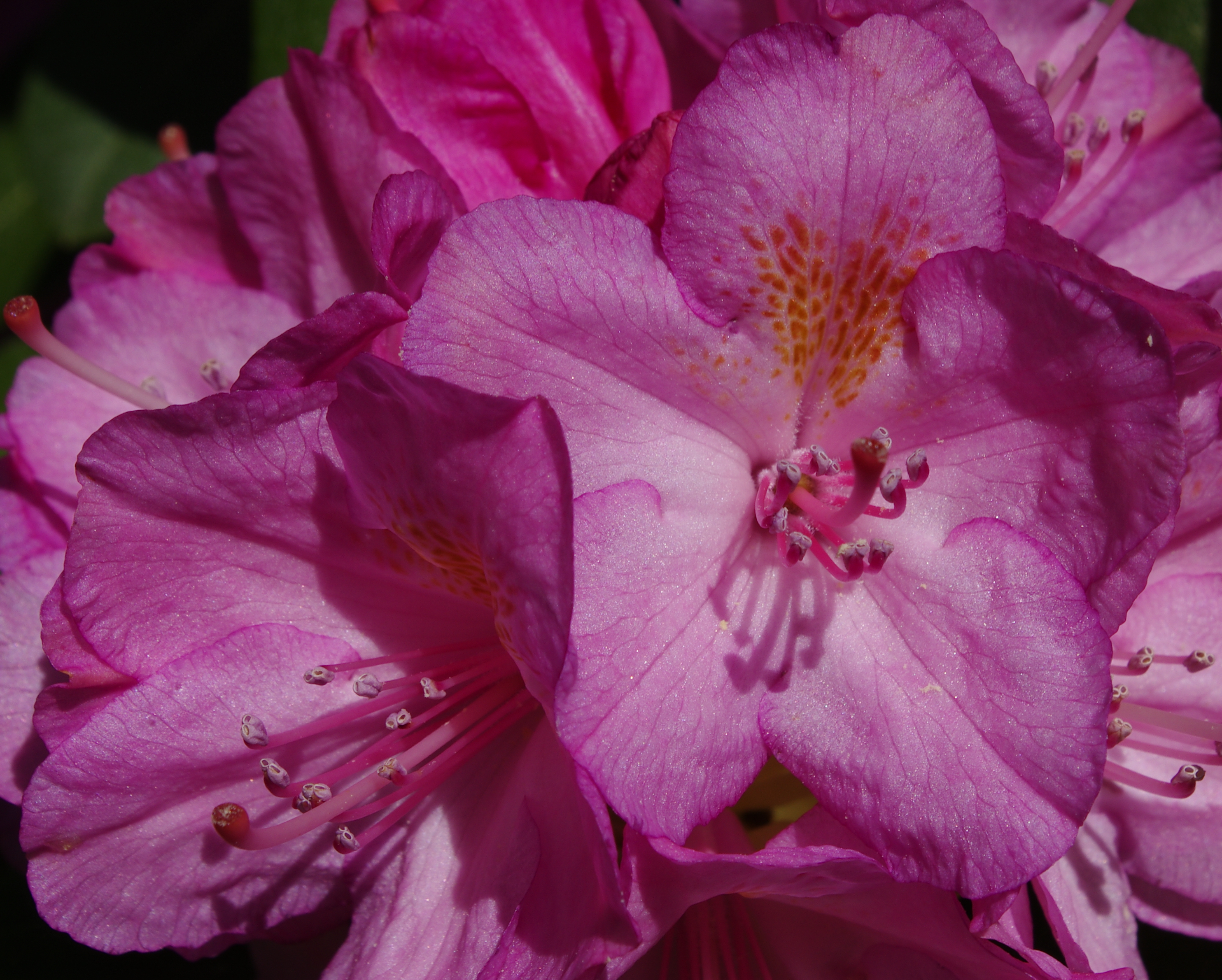